# Hendrik Bulthuis
Hendrik Bulthuis (* 1865 – 1945) byl nizozemský celní úředník, autor a překladatel. Jeho více než 30 děl je psáno esperantem. Měl pozoruhodný vypravěčský talent.

## Dílo
Jeho původní romány (v esperantu):
- Offspring of Orpheus (eo:Idoj de Orfeo (1923)),
- Joseph and Potifer's Wife (eo:Jozefo kaj la edzino de Potifar (1926)),
- Land of Hell (?) (eo:Inferio),
- The Fuzzy Hand (eo:La Vila Mano(1928)).

Původní hry (v esperantu):
- Poor in Spirit (eo:Malriĉa en spirito),
- Uncle from America (eo:Onklo el Ameriko (1922))

Sbírka básní:
- The Two Ships (eo:La Du ŝipoj (1909)).

### Přeloženo z jiných jazyků do esperanta
- Two Tickets (eo:Du biletoj(1907))
- Never Better than Late
- Salome (1910)
- Character (eo:Karaktero (1921))
- Diary of a Village Clerk (eo:Taglibro de vilaĝ-pedelo (1921))
- Josepha (1922)
- Little John (eo:La Malgranda Johano (1926))
- The Lion of Flanders (eo:La Leono de Flandrujo (1929)) by Hendrik Conscience. Translated from Flemmish.
- Jane Eyre (1930)
- Emperor and Galilean (eo:Imperiestro kaj Galileano (1930))